# AC Волопаса
AC Волопаса (лат. AC Boötis) — тройная звезда в созвездии Волопаса на расстоянии приблизительно 511 световых лет (около 157 парсеков) от Солнца.
Пара первого и второго компонентов — двойная затменная переменная звезда типа W Большой Медведицы (EW)*. Видимая звёздная величина звезды — от +10,67m до +10,14m. Орбитальный период — около 0,3524 суток (8,4588 часа).

## Характеристики
Первый компонент — жёлто-белая звезда спектрального класса F8Vn*. Масса — около 1,2 солнечной, радиус — около 1,326 солнечного, светимость — около 1,707 солнечной. Эффективная температура — около 6241 K.
Второй компонент — жёлто-белая звезда спектрального класса F8*. Масса — около 0,476 солнечной, радиус — около 0,572 солнечного, светимость — около 0,269 солнечной. Эффективная температура — около 6250 K.
Третий компонент — коричневый карлик. Масса — около 76,11 юпитерианских. Удалён на 1,589 а.е..